# Code pénal de 1810
Pour les autres articles nationaux ou selon les autres juridictions, voir Code pénal.
Lire en ligne

http://ledroitcriminel.fr/la_legislation_criminelle/anciens_textes/code_penal_de_1810.htm

Code pénal de 1791 Nouveau Code pénal
Le code pénal de 1810 a été mis en place par Napoléon Bonaparte le 12 février 1810 et a été d’abord publié en reprenant le titre du code pénal de 1791 qu'il remplaçait, puis aussitôt renommé. Ce nouveau code, promulgué le 3 juin 1810, ré-introduit notamment la prison à perpétuité et la marque au fer rouge, qui avaient été abolis par le code pénal de 1791, et abandonne le projet d'abolition de la peine de mort décidé par la Convention nationale lors de sa dernière séance, le 26 octobre 1795, et ajourné depuis lors.
Il est resté en vigueur en France jusqu'à son remplacement par le nouveau code pénal le 1er mars 1994.

## Plan
- Livre I. — Des peines en matière criminelle et correctionnelle, et de leurs effets.
  -     - Chapitre I. — Des peines en matière criminelle.
    - Chapitre II. — Des peines en matière correctionnelle.
    - Chapitre III. — Des peines et des autres condamnations qui peuvent être prononcées pour crimes ou délits.
    - Chapitre IV. — Des peines de la récidive pour crimes et délits.
- Livre II. — Des personnes punissables, excusables ou responsables, pour crimes ou pour délits.
  -     - Chapitre unique.
- Livre III. — Des crimes, des délits et de leur punition.
  - Titre I. — Crimes et délits contre la chose publique.
    - Chapitre I. — Crimes et délits contre la sûreté de l'État.
      - Section I. — Des crimes et délits contre la sûreté extérieure de l'État.
      - Section II. — Des crimes contre la sûreté intérieure de l'État.
      - Section III. — De la révélation et de la non-révélation des crimes qui compromettent la sûreté intérieure ou extérieure de l'État.

    - Chapitre II. — Crimes et délits contre les constitutions de l'Empire.
      - Section I. — Des crimes et délits relatifs à l'exercice des droits civiques.
      - Section II. — Attentats à la liberté.
      - Section III. — Coalitions des fonctionnaires.
      - Section IV. — Empiétements des autorités administratives et judiciaires.

    - Chapitre III. — Crimes et délits contre la paix publique.
      - Section I. — Du faux.
      - Section II. — De la forfaiture et des crimes et délits des fonctionnaires publics dans l'exercice de leurs fonctions.
      - Section III. — Des Troubles apportés à l'ordre public par les Ministres des cultes dans l'exercice de leur ministère.
      - Section V. — Association de malfaiteurs, vagabondage et mendicité.
      - Section VI. — Délits commis par la voie d'écrits, images ou gravures, distribués sans noms d'auteur, imprimeur ou graveur. Outrage aux bonnes mœurs.
      - Section VII. — Des associations ou réunions illicites.

  - Titre II. — Crimes et délits contre les particuliers.
    - Chapitre I. — Crimes et délits contre les personnes.
      - Section I. – Meurtres et autres crimes capitaux, menaces d'attentats contre les personnes.
      - Section II. — Blessures et coups volontaires non qualifiés meurtre, et autres crimes et délits volontaires.
      - Section III. — Homicide, blessures, et coups involontaires ; Crimes et Délits excusables, et Cas où ils ne peuvent être excusés ; Homicide, Blessures, et Coups qui ne sont ni Crimes ni Délits.
      - Section IV. — Attentats aux mœurs.
      - Section V. — Arrestations illégales et séquestrations de personnes.
      - Section VI. — Crimes et délits tendant à empêcher ou détruire la preuve de l'état civil d'un enfant, ou à compromettre son existence. — enlèvement de mineurs. — infraction aux lois sur les inhumations.
      - Section VII. — Faux témoignage, calomnie, injures, révélation de secrets.

    - Chapitre II. — Crimes et délits contre les propriétés.
      - Section I. — Vols.
      - Section II. — Banqueroutes, escroqueries, et autres espèces de fraude.
      - Section III. — Destructions, dégradations, dommages.
- Disposition générale.
- Livre IV. — Contraventions de police et peines.
  -     - Chapitre I. — Des peines.
    - Chapitre II. — Contraventions et peines.
      - Section I. — Première classe.
      - Section II. — Deuxième classe.
      - Section III. Troisième classe.
      - Dispositions communes aux trois sections ci-dessus.
- Disposition générale.

## Photographies

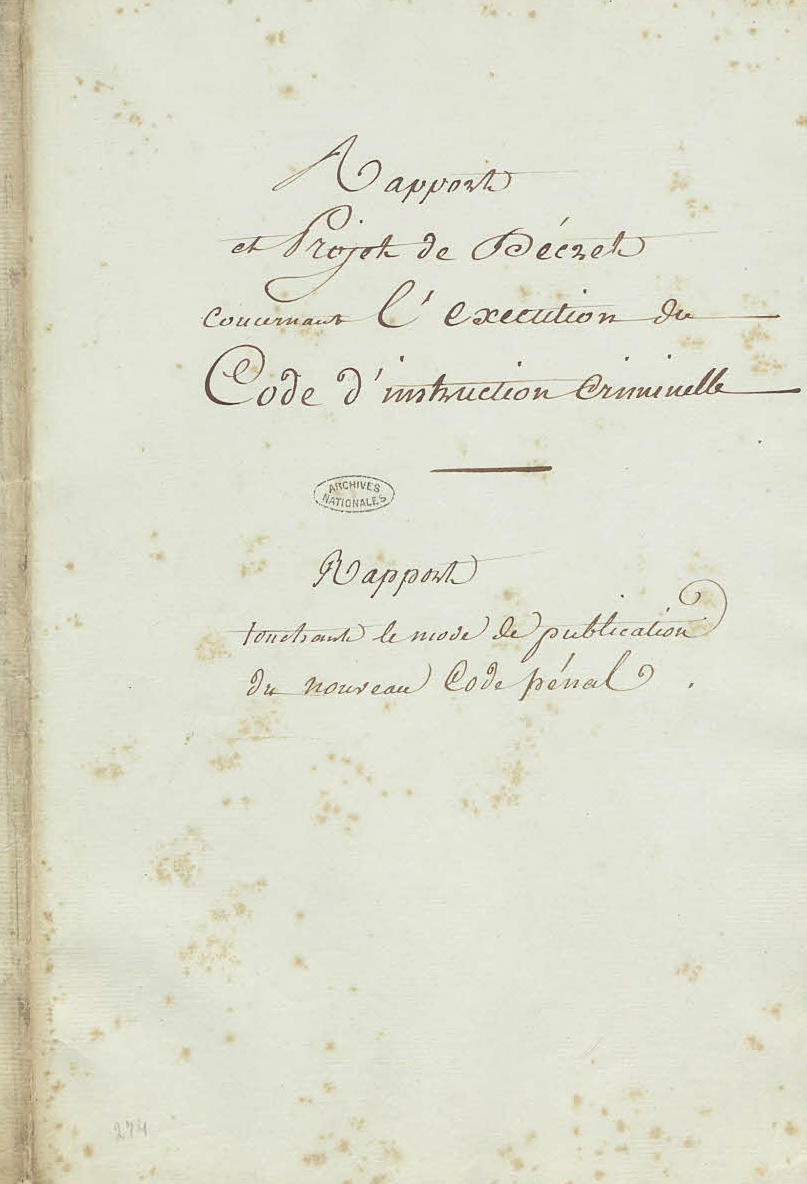
Minute du rapport fait à Napoléon Ier sur la promulgation et la publication du nouveau code pénal, faisant office de travaux préparatoires au code, 24 février 1810. Archives nationales de France.
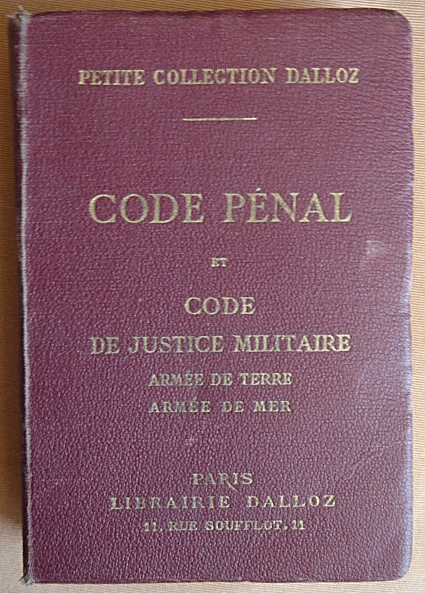
Le Code pénal et le Code de justice militaire, édition de 1939.
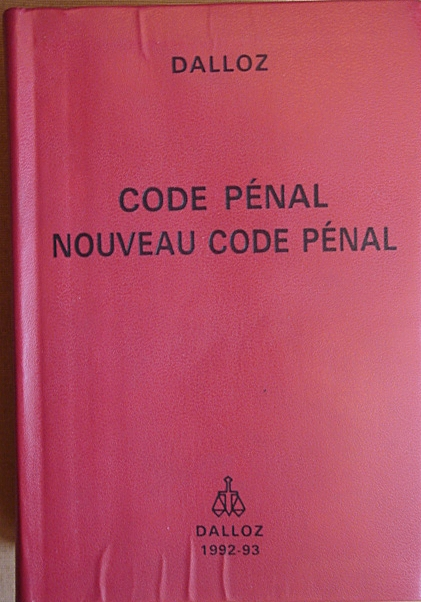
Les deux codes ont longtemps été publiés conjointement.